# Oberndorf am Lech
Oberndorf am Lech este o comună aflată în districtul Donau-Ries, landul Bavaria, Germania.